# کاربردی سازی علوم پزشکی

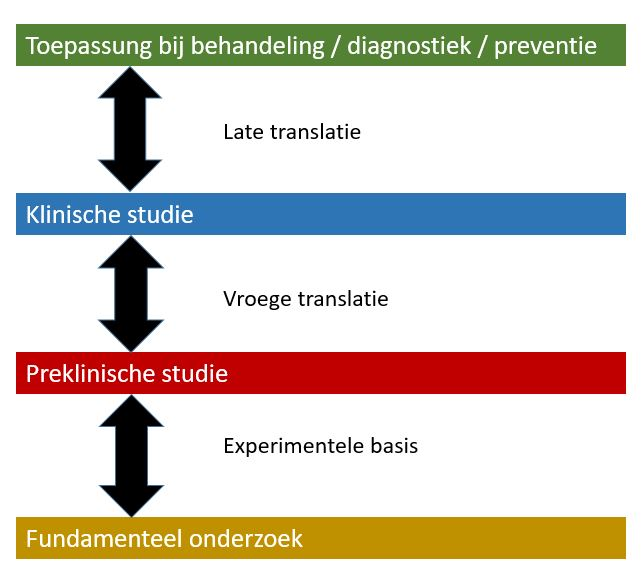
مراحل تحقیق مرتبط با طب

کاربردی سازی علوم پزشکی (به انگلیسی: Translational medicine) شاخه‌ای از پژوهشهای سلامتی و زیست‌پزشکی است که هدف از آن، بهبود بخشیدن به تندرستی شهروندان جامعه از راه کاربردی ساختن یافته‌های پژوهشی در بخش دارو و درمان می‌باشد.
انجمن کاربردی سازی علوم پزشکی اروپا (EUSTM)، کاربردی سازی علوم پزشکی را یکی از شاخه‌های میان‌رشته‌ای زیست‌پزشکی می‌شمارد که با سه بازوی آزمایشگاه–محور، بالینی–محور و جامعه–محور پشتیبانی می‌شود. این انجمن، هدف از کاربردی سازی علوم پزشکی را به هم پیوستن رشته‌ها، منابع، گرایش‌ها، و تکنیک‌ها از هر سه بازوی یاد شده می‌داند تا به پیشرفت در بخش‌های پیشگیری، تشخیص، و درمان بیماری‌ها شتاب داده شود.

از زیرشاخه‌های کاربردی سازی علوم پزشکی می‌توان «کاربردی سازی علوم اعصاب»، «کاربردی سازی روان‌پزشکی»، «کاربردی سازی علوم پزشکی قلب» و «کاربردی سازی علوم زیست‌شناسی دستگاه‌ها» را یاد کرد.